# Задня нижня мозочкова артерія
Задня нижня мозочкова артерія (ЗНМА) - найбільша гілка хребетної артерії . Це одна з трьох основних артерій, що кровопостачають  мозочок - частину головного мозку . Закупорка задньої нижньої мозочкової артерії може призвести до типу інсульту, який називається синдромом Валленберга-Захарченка або латеральним медулярним синдромом.

## Хід артерії
ЗНМА обвивається навколо верхньої частини довгастого мозку, йде назад, проходячи між місцем виходу блукаючого  та додаткового нерва, прямує над нижньою ніжкою мозочку до нижньої частини мозочка, де ділиться на дві гілки.
Медіальна гілка продовжується назад до щілини між двома півкулями мозочка; в той час як бічна забезпечує нижню поверхню мозочка аж до його бічної межі, де анастомозує з передньою нижньою мозочковою та верхніми мозочковою артеріями - гілками основної артерії .
Гілки ЗНМА забезпечують кров'ю судинне сплетення (лат. plexus chorioideus) четвертого шлуночку.

## Клінічне значення
Порушення кровопостачання задньої нижньої мозочкової артерії внаслідок тромбу або емболії може призвести до інсульту та викликати появу синдромому Валленберга-Захарченка . Оклюзія цієї артерії або хребетних артерій може також призвести до синдрому Горнера .

## зовнішні посилання

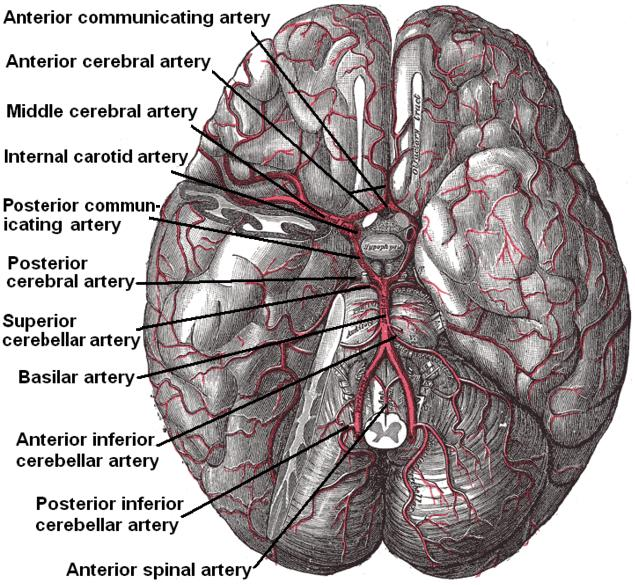
Артерії основи мозку. Задня нижня мозочкова артерія, позначена знизу. Скроневий полюс великого мозку та частина півкулі мозочка видалені з правого боку. Вигляд знизу).

- Anatomy diagram: 13048.000-1. Roche Lexicon - illustrated navigator. Elsevier. Архів оригіналу за 1 січня 2014.